# Christian Guay-Poliquin
Pour les articles homonymes, voir Guay et Poliquin.
Œuvres principales
Le fil des kilomètres; Le poids de la neige
Christian Guay-Poliquin, né le 7 décembre 1982 à Saint-Armand, est un écrivain québécois,.

## Biographie
Il fait des études supérieures en littérature à l'Université du Québec à Montréal, où il obtient en 2010 un baccalauréat et, en 2012, une maîtrise en Études littéraires, avec mention d'honneur. Étudiant au doctorat depuis 2013, il travaille sur une thèse ayant pour sujet les enjeux du récit de chasse dans les arts narratifs au XXe siècle. Il s'inscrit en 2015 à un stage doctoral de l'Université de Champagne.
Il publie un premier roman, Le Fil des kilomètres (2013) qui retient l'attention de la critique. En 2017 paraît Le Poids de la neige, roman qui remporte le prix France-Québec, le prix littéraire des collégiens, le prix Ringuet et le Prix littéraire du Gouverneur général. En 2021 il sortit Les Ombres filantes.

## Style
Ses trois livres « forment une suite » selon Florence Lavoie. Guay-Poliquin a décrit que le personnage principal de Le Poids de la neige est le même du Le Fil des kilomètres. Les trois histoires partagent une scénario : une panne généralisée qui paralyse le pays. Plusieurs critiques suggèrent que Guay-Poliquin fait référence à la réchauffement climatique et afin de critiquer le développement industriel, la capitalisme tardif, et le besoin de carburants fossiles,,. En dépit de ce point de vue, il n'estime pas que la nature est une refuge simple.
Les personnages et les lieux sont anonymes dans ses livres. Le Fil des kilomètres est à la première personne, et nous comprenons seulement que le figure se déplace par voiture de l'Ouest vers l'Est, en passant par « la Métropole ». Néanmoins, Gélinas propose que cette ville symbolise Toronto, et Guay-Poliquin admet que la forêt de Les Ombres filantes était inspirée par la paysage gaspésienne. En fait, le livre est basé sur une randonnée dans la Gaspésie.
Dans Le Fil des kilomètres, le personnage principal, le mécanicien anonyme, voyage dans le but de retrouver son père. Urquhart a écrit que le livre est « une sorte de road novel » et il considère que les motivations du mécanicien sont basées sur l'amour filial, malgré la fin du narratif. Le Poids de la neige continue l'histoire : ce mécanicien est accueilli par un vieux homme qui, lui-même, veut chercher quelqu'un, sa femme, cependant l'hiver lui empêche.
Guay-Poliquin met, dans les deux premières histoires, certains chapitres mis en italiques qui rappellent la mythologie grecque, surtout le conte du Minotaure. Urquhart propose que, dans Le Fil des kilomètres, Thésée soit une métaphore pour le mécanicien et son père le bête.

## Œuvre

### Romans
- Le Fil des kilomètres, La Peuplade, 2013; rééd. Bibliothèque québécoise, 2016; Éd de l’Observatoire 2018; J'ai lu, Paris 2019
  - (en) trad. Jacob Homel: Running on Fumes. Talonbooks, Vancouver 2016
- Le Poids de la neige, La Peuplade, Saguenay, 2016, 312 p.  (ISBN 9782924519295)
  - Le Poids de la neige. Éd. de l'Observatoire, Paris, 2017, 256 p.  (version modifiée par l'auteur) (ISBN 9791032902134)
  - (it) Il peso della neve. Marsilio, Venezia 2018
  - (en) trad. Jacob Homel: The weight of snow. Talonbooks, 2019 (modifié par l'auteur: certain changes to his novel, sur notice de l'éditeur, p. 2 = version Parisienne)
  - (ca) trad. Anna Casassas: El pes de la neu. Edicions del Periscopi, Barcelona, 2019
- Les Ombres filantes, La Peuplade, 2021. (ISBN 9782925141006)
  - (ca) trad. Marta Marfany: Les ombres fugaces. Edicions del Periscopi, Barcelona, 2022

### Nouvelles
- Extrait (2005)
- Dix mille façons (2014)
- Chablis (2017)

### Essai
- Au-delà de la fin. Mémoire et survie du politique, Les Presses de l’Université du Québec, 2014[13]

### Autre publication
- Et il y a, CANIF Cégep du Vieux-Montréal, 2004, en ligne

## Prix et distinctions
- Finaliste pour le prix Senghor 2014 (France), Le Fil des kilomètres
- Finaliste au festival de Chambéry 2015 (France), Le Fil des kilomètres
- Finaliste pour le Grand prix littéraire Archambault 2015, Le Fil des kilomètres
- Prix France-Québec 2017[6], Le Poids de la neige
- Prix littéraire des collégiens 2017[6], Le Poids de la neige
- Prix littéraire des lycéens AIEQ[14], Le Poids de la neige
- Prix littéraire du Gouverneur général 2017[6], Le Poids de la neige
- Prix Ringuet, Le Poids de la neige
- Finaliste du Prix des libraires du Québec 2017[15], Le Poids de la neige
- Finaliste pour le Prix du Club des Irrésistibles 2018[16], Le Poids de la neige